# 剪刀股
剪刀股（学名：Ixeris japonica），又名沙滩苦荬菜，为菊科苦荬菜属的植物。

## 形态
多年年矮小草本。根垂直直伸，生多数须根；茎基部平卧，有匍匐茎，节上生不定根与叶；基生叶排列成莲座状，长椭圆状披针形或倒卵形叶片，边缘有锯齿至羽状半裂或深裂，侧裂片1-3对，有小尖头；花茎上具叶1～2枚；头状花序，在茎枝顶端排成伞房花序。春季开黄色舌状小花；瘦果熟时为红棕色，有10条高起的尖翅肋；花果期3-5月。

## 分布
分布于朝鲜、日本以及中国大陆的福建、广东、河南、东北、浙江等地，生长于海拔1,100米至1,400米的地区，多生长于路边潮湿地或田边，目前尚未由人工引种栽培。